# Plaude Laetare Gallia

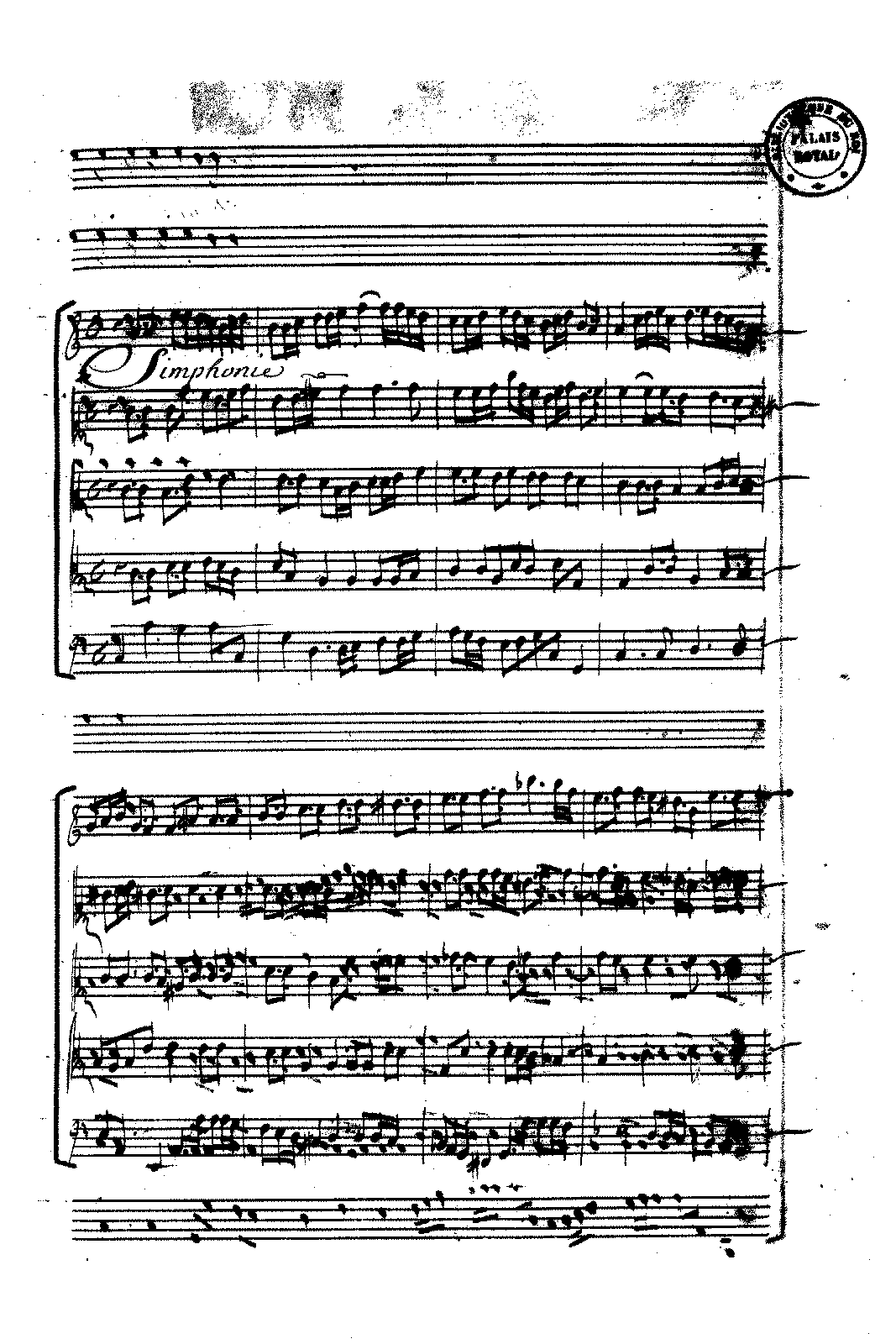
Lullyho rukopis „Plaude Laetare Gallia“

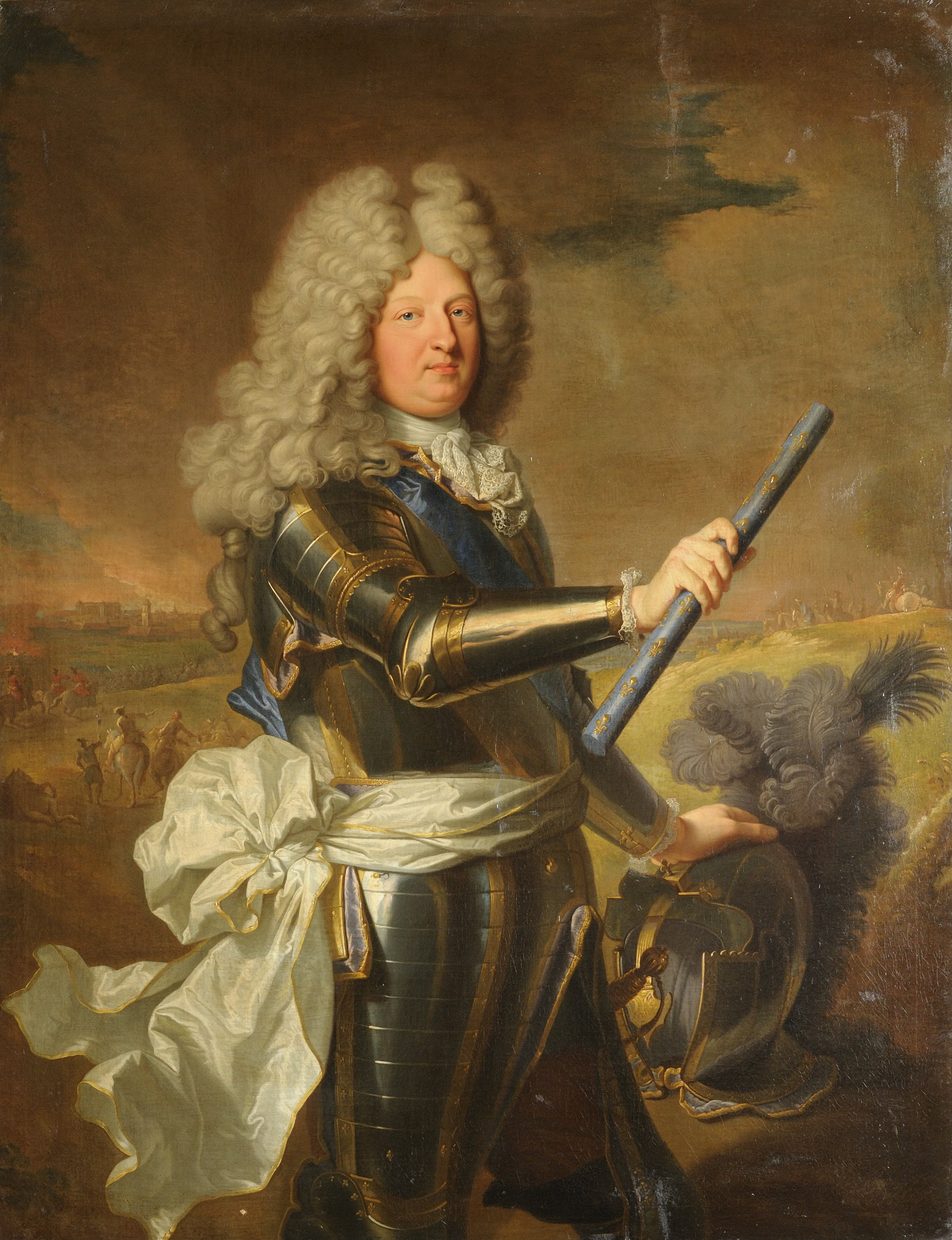
Velký Dauphin Ludvík, syn krále Ludvíka XIV.

Plaude Laetare Gallia (česky: Raduj se a zpívej Francie, LWV 37) je velké moteto, které zkomponoval skladatel Jean-Baptiste Lully, k oslavě křtin Velkého Dauphina Ludvíka, syna krále Ludvíka XIV. Ty se konaly 7. srpna 1668 v kapli na zámku Saint-Germain-en-Laye. Slova napsal Pierre Perrin.
Moteto je zkomponováno pro sbor, dechové a žesťové nástroje, smyčce a basy.

## Struktura
Moteto sestává ze tří částí:
- I. Symphonie
- II. O Jesu vita precantium
- III. Vivat regnet princeps fidelis

## Text
| Latinsky 1. Symphonie Plaude laetare Gallia Rore caelesti rigantur lilia, Sacro Delphinus fonte lavatur Et christianus Christo dicatur. 2. O Jesu vita precantium O Jesu vita precantium O Jesu vita credentium Exaudi vota precantium 3. Vivat regnet princeps fidelis Vivat regnet princeps fidelis Semper justus, semper victor, semper augustus Triumphet in caelis Et sempiterna luceat corona. |  | Anglicky 1. Symphonie Rejoice and sing, France: the lily is bathed with heavenly dew. The Dauphin is bathed in the sacred font and the Christian is dedicated to Christ. 2. O Jesu vita precantium O Jesu, life to those who pray, O Jesu, life to those who believe, Hear the prayer of thy supplicants. 3. Vivat regnet princeps fidelis Long may the loyal Prince live and reign, Ever just, ever victorious, ever royal, May he triumph in heaven And may his crown shine for ever. |  | Česky 1. Symphonie Raduj se a zpívej Francie rosou nebeskou je obmyta lilie, Dauphin je očistěn posvátným křtem, a křesťan Kristu je určen. 2. O Jesu vita precantium Ó Ježíši, živote k tobě se modlících, Ó Ježíši, živote svých věřících, Vyslyš modliteb prosebníků tvých. 3. Vivat regnet princeps fidelis Kéž Princ dlouho žije a vládne věrně, Vždy spravedlivě, vždy královsky, vždy vítězně. Kéž zvítězí na nebi, a jeho koruna září navěky. |